# Юніон (Орегон)
Юніон (англ. Union) — місто (англ. city) в США, в окрузі Юніон штату Орегон. Населення — 2152 особи (2020).

## Географія
Юніон розташований за координатами 45°12′32″ пн. ш. 117°52′5″ зх. д. / 45.20889° пн. ш. 117.86806° зх. д. (45.208913, -117.867921).  За даними Бюро перепису населення США в 2010 році місто мало площу 6,46 км², уся площа — суходіл.

## Демографія
Згідно з переписом 2010 року, у місті мешкала 2121 особа в 859 домогосподарствах у складі 603 родин. Густота населення становила 328 осіб/км².  Було 933 помешкання (144/км²).
Расовий склад населення:
| - 95,6 % — білих - 1,1 % — корінних американців - 0,1 % — вихідців з тихоокеанських островів - 0,1 % — чорних або афроамериканців - 0,1 % — азіатів |

До двох чи більше рас належало 2,3 %. Частка іспаномовних становила 2,3 % від усіх жителів.
За віковим діапазоном населення розподілялося таким чином: 24,7 % — особи молодші 18 років, 57,4 % — особи у віці 18—64 років, 17,9 % — особи у віці 65 років та старші. Медіана віку мешканця становила 43,8 року. На 100 осіб жіночої статі у місті припадало 96,9 чоловіків;  на 100 жінок у віці від 18 років та старших — 93,9 чоловіків також старших 18 років.
Середній дохід на одне домашнє господарство  становив 46 521 долар США (медіана — 41 908), а середній дохід на одну сім'ю — 47 797 доларів (медіана — 42 500). Медіана доходів становила 41 181 долар для чоловіків та 31 033 долари для жінок. За межею бідності перебувало 17,3 % осіб, у тому числі 10,5 % дітей у віці до 18 років та 17,6 % осіб у віці 65 років та старших.
Цивільне працевлаштоване населення становило 790 осіб. Основні галузі зайнятості: освіта, охорона здоров'я та соціальна допомога — 21,4 %, виробництво — 12,0 %, будівництво — 10,6 %.